# Šuľa
Šuľa és un poble i municipi d'Eslovàquia. Es troba a la regió de Banská Bystrica.

## Història
La primera menció escrita de la vila es remunta al 1460.

## Demografia
| Godina             | 1994 | 2004   | 2014    | 2024   |
| ------------------ | ---- | ------ | ------- | ------ |
| Nombre de persones | 87   | 89     | 76      | 73     |
| Diferència         |      | +2,29% | −14,60% | −3,94% |

| Godina             | 2023 | 2024   |
| ------------------ | ---- | ------ |
| Nombre de persones | 74   | 73     |
| Diferència         |      | −1,35% |